# 1882 en Ontario
Chronologie de l'Ontario
- 1878
- 1879
- 1880
- 1881
- 1882
- 1883
- 1884
- 1885
- 1886

Cette page concerne des événements d'actualité qui se sont produits durant l'année 1882 dans la province canadienne de l'Ontario.

## Politique
- Premier ministre: Oliver Mowat (Parti libéral)
- Chef de l'Opposition: William Ralph Meredith (Parti conservateur)
- Lieutenant-gouverneur: John Beverley Robinson (en)
- Législature: 4e (en)

## Événements

### Janvier
- Janvier : implantation de l'Armée du salut à Toronto.

### Février
- 16 février : le conservateur Richard Tyrwhitt est élu sans opposition député fédéral de Simcoe-Sud à la suite de la mort du libéral-conservateur William Carruthers Little (en) le 31 décembre 1881.

### Juin
- 20 juin : le Parti conservateur de John Alexander Macdonald remporte l'élection générale fédérale avec 133 candidats élus contre 73 pour le Parti libéral d'Edward Blake, 2 libéral indépendants, 1 conservateur indépendant, 1 indépendant et 1 nationaliste-conservateur. En Ontario, le résultat est de 52 conservateurs (y compris 13 libéraux-conservateurs) et 40 libéraux.

### Octobre
- 18 octobre : lors des sept élections partielles provinciales, le Parti libéral remporte Bruce-Sud, Essex-Sud, Glengarry (en), Simcoe-Est et Waterloo-Sud et le Parti conservateur remporte Hastings-Ouest et Renfrew-Nord
- 30 octobre : le libéral James Whitney Bettes (en) est élu député provincial de Muskoka et Parry Sound à la suite de la démission du même parti John Classon Miller (en).

## Naissances
- 8 janvier : David Milne, graveur et peintre († 26 décembre 1953).
- 2 février : Geoffrey O'Hara, chanteur, compositeur et professeur de musique († 31 janvier 1967).
- 4 février : E. J. Pratt, poète († 26 avril 1966).
- 6 mars : Barbara Hanley (en), première femme à être élu mairesse en Ontario et au Canada et mairesse de Webbwood dans le canton de Sables-Spanish Rivers (1936-1944) († 26 janvier 1959).
- 26 mai : Charles Edward Bothwell (en), député fédéral de Swift Current (1925-1940) en Saskatchewan († 28 août 1967).
- 3 octobre : A. Y. Jackson, peintre et († 5 avril 1974).
- 18 décembre : Albert James Bradshaw (en), député fédéral de Perth (1945-1949) († 6 janvier 1956).

## Décès
- 4 août : Antoine Gérin-Lajoie, avocat, poète, journaliste et romancier (° 4 août 1824).